# Abandon (álbum)
| Críticas profissionais | Críticas profissionais |
| Avaliações da crítica  | Avaliações da crítica  |
| Fonte                  | Avaliação              |
| ---------------------- | ---------------------- |
| allmusic               | 3 de 5 estrelas.       |

Abandon é o décimo sexto álbum de estúdio da banda Deep Purple lançado em 1998. O título do álbum é um trocadilho feito pelo vocalista Ian Gillan: "A Band On" — a turnê do álbum chamou-se "A Band On Tour". Unicamente num álbum do Deep Purple, há neste o retrabalho de uma música anteriormente gravada, "Bloodsucker", do álbum Deep Purple in Rock de 1970 (neste álbum, grafada como "Bludsucker").

## Don't Make Me Happy
A faixa "Don't Make Me Happy" aparece mixada em mono neste álbum, o que gerou polêmica e questionamentos à banda. Roger Glover, que diz ter "nostalgia" pelo cassete, sempre faz suas gravações em fitas analógicas, digitalizando-os depois para posterior mixagem e masterização digitais, que são o padrão atual. O engenheiro de masterização Greg Calbi, com quem o Deep Purple trabalha há anos, tem uma agenda cheia e, quando chegou a vez do Deep Purple fazer sua finalização do álbum, percebeu-se que o take de "Don't Make Me Happy" continha uma gravação problemática, com as duas trilhas stereo fora de sincronia. Após um duro trabalho de sincronização, percebeu-se que a gravação havia se tornado mono. Uma solução seria uma remixagem a partir dos takes originais, mas isso adiaria o lançamento do álbum e o início da turnê por dois meses, por causa da agenda cheia de Greg Calbi. Para evitar o atraso, decidiu-se lançar a faixa em mono, do jeito que estava.
Roger Glover quis relançar o álbum com a faixa em stereo, mas achou que seria injusto com os fãs que haviam comprado o primeiro álbum, pois estes certamente comprariam o álbum de novo. Ele pensa em lançar a faixa em stereo, como deveria ter saído, no futuro, talvez no aniversário de 25 anos de Abandon.

## Faixas
| N.º | Título                | Duração |  |
| 1.  | "Any Fule Kno That"   | 4:29    |  |
| 2.  | "Almost Human"        | 4:26    |  |
| 3.  | "Don't Make Me Happy" | 4:56    |  |
| 4.  | "Seventh Heaven"      | 5:25    |  |
| 5.  | "Watching the Sky"    | 5:26    |  |
| 6.  | "Fingers to the Bone" | 4:47    |  |
| 7.  | "Jack Ruby"           | 3:48    |  |
| 8.  | "She Was"             | 4:19    |  |
| 9.  | "Whatsername"         | 4:26    |  |
| 10. | "'69"                 | 4:59    |  |
| 11. | "Evil Louie"          | 4:56    |  |
| 12. | "Bludsucker"          | 4:27    |  |

## Formação
- Ian Gillan – vocal
- Steve Morse – guitarra
- Roger Glover – baixo
- Jon Lord – órgão, teclado
- Ian Paice – bateria